# Cirkon
Cirkon in njegova rumena različica hiacint sta cirkonijeva silikatna minerala, ki spadata med neosilikate. Čisti cirkon je cirkonijev silikat s kemijsko formulo ZrSiO4. Del cirkonija je običajno zamenjanega z redkimi zemeljskimi kovinami, na primer s skandijem, itrijem in lantanoidi (Rzk), zato je njegova bolj natančna kemijska formula (Zr1-y,Rzky)(SiO4)1-x(OH)4x-y. Cirkon namreč v silikatnih talinah z viskokimi koncentracijami nekompatibilnih elementov v svojo strukturo sprejme tudi sicer nekompatibilne elemente. Takšen element je na primer hafnij, ki je vedno  prisoten v koncentraciji 1-4%. Cirkon kristalizira v tetragonalnem kristalnem sistemu. Njegova naravna barva je brezbarvna, zlato rumena, dreča, rjava, modra in zelena. 
Brezbarvni primerki so dragi kamni in priljubljena zamenjava za diamant. Po kraju Matara na Šrilanki, kjer so cirkone razbarvali, se imenujejo tudi matarski diamanti. 
V Sloveniji cirkona še niso našli.

## Nastanek imena
Ime cirkon je nastalo ali  iz sirske besede  ܙܐܪܓܥܢܥ (zargono) ali arabske besede زرقون (zarqun), ki pomeni živo (rumeno) rdečo barvo, ali iz perzijske besede  زرگون (zargun), ki pomeni zlato obarvan. Slovensko ime je nastalo iz nemškega imena Zirkon. 
Rumeni cirkon hiacint je dobil ime po istoimenski cvetlici in je starogrškega izvora. V srednjem veku so se vsi rumeni dragi kamni iz Vzhodne Indije imanovali hiacint, sedaj pa je ime omejeno na rumene cirkone.  

## Lastnosti
Cirkon je izjemen mineral,  čeprav je prisoten skoraj povsod v zemeljski skorji. V magmatskih kamninah se pojavlja kot primarni produkt kristalizacije, v metamorfnih in sedimentnih kamninah pa v obliki zrn. Veliki kristali  cirkona so redki. Njihova povprečna velikost v granitnih kamninah je približno 0,1-0,3 mm, lahko pa tudi rastejo do velikosti nekaj centimetrov, predvsem v pegmatitih.
Nekateri cirkoni lahko zaradi vsebnost urana in torija metamiktizirajo. Procesi, ki so povezani z notranjim sevanjem, delno porušijo kristalno strukturo, kar lahko delno pojasni zelo spremenljive lastnosti cirkonov. Zaradi porušenja notranje strukture se zmanjša njihova gostota in spremeni barva. 
Najpogostejša nahajališča cirkona so Avstralija, Ruska federacija (Ural), Italija (Trentino, Monte Somma, Vezuv), Norveška (Arendal), Šri Lanka, Indija, Indonezija (Java, Borneo, Celebes), Tajska (Ratanakiri), Kambodža, Republika Južna Afrika (Kimberley), Madagaskar, Kanada (Renfrew County, Ontario in Grenville, Quebec) in ZDA (Maine, Massachusetts, New York,  Severna Karolina, Kolorado in Teksas). Vodilna svetovna proizvajalka cirkona je Avstralija, ki proizvede 37% vsega cirkona.  
Cirkon je zelo različno obarvan. Najpogostejše barve so rdeča, rožnata, rjava, rumena, lešnikovo rjava, črna in brezbarvna. Barva zircona se lahko včasih spremeni s toplotno obdelavo. Barva toplotno obdelanega cirkona je odvisna od uporabljene količine toplote in lahko postane brezbarvna, modra ali zlato rumena. V geoloških pogojih je razvoj rožnate, rdeče in vijolične barve potekal več sto milijonov let, če je imel kristal dovolj sledov elementov za izdelavo barvnih centrov. Rdeče in rožnate barve  so v geoloških pogojih nastajale pri temperaturah okrog 350 °C. 

## Uporaba
- Cirkon je surovina za proizvodnjo cirkonija, brusov in izolatorjev.
- Uporablja se za proizvodnjo cirkonijevega oksida (ZrO2), ki ima izredno velik lomni količnik (približno 1,95; lomni količnik diamanta je približno 2,4).
- Veliki monokristali so zaradi velikega lomnega količnika zelo cenjeni dragi kamni.
- Cirkon je eden od ključnih mineralov, ki jih uporabljajo geologi za geokronologijo.
- Cirkon je del ZTR indeksa, metode, s katero se določa stopnjo kemične in/ali mehanske preperelosti sedimentnih kamnin.

## Nahajališča
Cirkon je pogost pripomoček za določanje sestave večine granitov in felzičnih magmatskih kamnin. Zaradi trdote, trajnosti in kemične obstojnosti je cirkon pogosta sestavina peskov v sedimentnih skladih. V mafičnih kamninah je redek, v ultramafičnih pa zelo redek, razen v kimberlitih, karbonalitih in lamprofirju, kjer se pojavlja v sledovih zaradi nenavadnega razvoja magme iz katere so nastale te kamnine.  
Cirkon se v gospodarsko zanimivih koncentracijah pojavlja v skladih peskov težkih mineralov, v nekaterih pegmatitih in v nekaterih redkih alkalnih vulkanskih kamninah, na primer v trahitu iz Novega Južnega Walesa (Avstralija), kjer se pojavlja skupaj s cirkonij-hafnijevima mineraloma eudialitom in armstrongitom. 

## Radiometrično datiranje
Zirkon je igral pomembno vlogo v razvoju radiometričnega datiranja. Cirkoni vsebujejo sledove urana ali torija (od 10 ppm do 4%) in so zato primerni za datiranje po več analitskih metodah. Cirkoni so zaradi svoje obstojnosti preživeli mnoge geološke procese, na primer erozijo, transport in celo visoko stopnjo metamorfoze, zato vsebujejo bogate in raznovrstne zapise o geoloških procesih. Cirkoni se običajno datirajo po U-Pb in Fission Track Dating metodi, lahko pa tudi po U+Th/He metodi. 
Cirkoni iz Jack Hillsa, Zahodna Avstralija, so stari do 4,4 milijarde let, kar jih uvršča med najstarejše minerale na Zemlji z ugotovljeno starostjo. Sestava kisikovih izotopov v nekaterih cirkonih kaže, da so stari celo več kot 4,4 milijarde let in da je bila takrat na Zemlji že prisotna voda. To trditev podpirajo tudi analize sledov drugih elementov, vendar je še vedno predmet razprav.

## Podobni minerali
Enako kristalno strukturo kot cirkon (VIIIX IVY O4) imajo minerali hafnon (HfSiO4), ksenotim (YPO4), behierit, skiavinatoit ((Ta, Nb)BO4),  torit (ThSiO4)  in kofinit (USiO4).

## Galerija
- Kristalna struktura cirkona
- Osnovna celca
- Slika cirkona, posneta z elektronskim mokroskopom